# Horrea Galbae
Horrea Galbae – magazyny (horrea) w południowej części starożytnego Rzymu, położone między południowym krańcem Awentynu a składowiskiem odpadów Monte Testaccio. 
Zajmowały znaczny obszar, rozciągając się przypuszczalnie od Porta Ostiensis na wschodzie do Porticus Aemilia na brzegu Tybru. Horrea te zostały prawdopodobnie wybudowane na miejscu podmiejskiej willi należącej do Sulpicjuszów (Sulpicii), wybitnej rodziny patrycjuszowskiej, z której pochodził krótko panujący cesarz Galba.
Przed kompleksem magazynowym znajduje się grobowiec Serwiusza Sulpicjusza Galby (raczej konsula w 108 roku p.n.e. niż jego bardziej znanego ojca). Nie jest jasne, kiedy horrea wybudowano, lecz przypuszczalnie niedługo po powstaniu grobowca. Początkowo kompleks prawdopodobnie znany był jako Horrea Sulpicia od nazwy rodu, a swą późniejszą nazwę zyskał podczas panowania Galby. 
Wykopaliska archeologiczne i pozostałości rzymskiego planu miasta (Forma Urbis Romae) wskazują, że Horrea Galbae składały się z trzech długich, prostokątnych, położonych równolegle dziedzińców, z których każdy otoczony był kolumnadami lub arkadowymi podcieniami, z jednym wejściem usytuowanym na osi podłużnej. Magazyny te wykorzystywano do przechowywania annona publica (publicznych zasobów zboża), jak również oliwy, wina, różnych produktów spożywczych, odzieży, a nawet marmuru. Ich rozmiary były ogromne (nawet według norm dzisiejszych), gdyż horrea obejmowały 140 pomieszczeń tylko na poziomie gruntu, zajmując powierzchnię około 21 tys. m². 

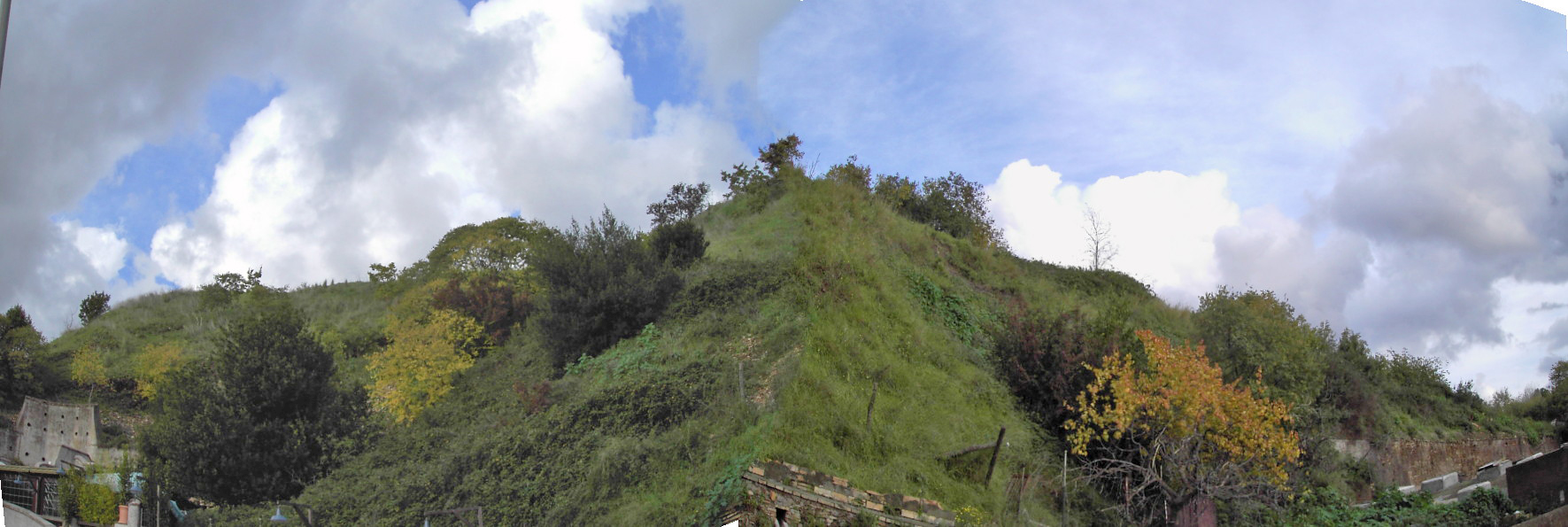
Monte Testaccio – widok od południa

Przypuszcza się, że związek z tymi magazynami ma Monte Testaccio, położone za Horrea Galbae olbrzymie wzgórze potłuczonych amfor. Prawdopodobnie oliwę sprowadzaną z odległej prowincji Hispania Baetica przelewano do zbiorników właśnie w horreach, a oryginalne pojemniki transportowe niszczono i usuwano na zewnątrz. Skalę tego importu można ocenić, uwzględniając fakt, że Monte Testaccio przypuszczalnie zawiera szczątki co najmniej 53 milionów amfor, w których zmieściło się około 6 miliardów litrów oliwy.
Pozostałości po Horrea Galbae – mury i ceglane elementy datowane na około I wiek n.e., zostały odkryte przez archeologów wraz z młodszymi o stulecie dużymi ołowianymi rurami, noszącymi inskrypcje z okresu panowania Hadriana.